# Rejestr Kartelowy
Rejestr Kartelowy – powołany ustawą z 28 marca 1933, prowadzony przez Ministerstwo Przemysłu i Handlu, zawierał spis wszystkich uchwał i postanowień odnoszących się do działalności monopolistycznej podmiotów prawa handlowego, np. regulacje dotyczące zbytu, cen, produkcji lub inwestycji.